# Makonnan Clare
Makonnan Clare (ur. 29 sierpnia 1994 w Syracuse) – belizeński piłkarz pochodzenia amerykańskiego występujący na pozycji lewego obrońcy, reprezentant kraju.

## Kariera klubowa
Clare pochodzi z amerykańskiego miasta Syracuse, w stanie Nowy Jork. Studiował na prywatnej uczelni Lenoir-Rhyne University w Hickory, w Karolinie Północnej. Występował tam w uniwersyteckiej drużynie piłkarskiej.

## Kariera reprezentacyjna
W sierpniu 2015 Clare znalazł się w ogłoszonym przez Edmunda Pandy’ego Sr. składzie reprezentacji Belize U-23 na środkowoamerykańskie preeliminacje do Igrzysk Olimpijskich w Rio de Janeiro. Belizeńczycy przegrali obydwa spotkania i odpadli z dalszej rywalizacji.
W styczniu 2017 Clare został powołany przez selekcjonera Ryszarda Orłowskiego do reprezentacji Belize na turniej Copa Centroamericana. Tam 15 stycznia w przegranym 0:3 meczu z Kostaryką zadebiutował w seniorskiej drużynie narodowej. Pięć dni później zagrał jeszcze z Nikaraguą (1:3), a Belizeńczycy zajęli ostatecznie ostatnie, szóste miejsce w turnieju.